# یاکوولفکا (شهرستان کارماسکالینسکی، باشقیرستان)
یاکوولفکا (انگلیسی: Yakovlevka, Karmaskalinsky District, Republic of Bashkortostan) یک شهرک در شهرستان کارماسکالینسکی استان باشقیرستان کشور روسیه است.